# Mountain Ash West
Mountain Ash West är en community i Rhondda Cynon Taf i Wales. Den bildades 1 december 2016 genom att Mountain Ash community delades upp på Mountain Ash East och Mountain Ash West.